# Esquí
|  | Per a altres significats, vegeu «Esquí (desambiguació)». |

L'esquí és un esport d'hivern i activitat humana que consisteix en lliscar sobre la neu, fent servir esquís. L'esquí alpí es practica durant l'hivern a les muntanyes més altes de les regions temperades i durant tot l'any als llocs i glaceres on la neu hi resta tot lany.
Amb el temps, l'esport de l'esquí ha passat de ser elitista a convertir-se en un esport força més popular. El creixement del nombre d'estacions d'esquí i la millora de les vies de comunicació a les muntanyes s'ha incrementat en els últims 60 anys alhora que les millores econòmiques i els recursos de les persones.
A les regions on l'esquí ha estat tradicionalment més arrelat i en les zones nevades d'Escandinàvia, tant en l'esquí recreatiu com en el de competició, hi ha les modalitats d'esquí de fons, i l'esquí de muntanya, a més a més de l'esquí alpí.
Existeix una variant de l'esquí, que es practica lliscant per la neu sobre una taula o planxa de neu, l'snowboard també anomenat surf de neu.

## Modalitats i competicions esportives
Les modalitats i tipus de competicions d'esquí estan reconegudes pel Comitè Olímpic Internacional (COI), la Federació Internacional d'Esquí (FIS) i altres organitzacions esportives. Actualment les modalitats més importatnts d'esquí integrades a la FIS són: esquí alpí; esquí de fons o esquí nòrdic; esquí acrobàtic i esquí artístic; esquí de velocitat, esquí de travessa (cross country); taula de neu o surf de neu (snowboard); telemarc; salt d'esquí. També s'inclouen les competicions paralímpiques d'algunes modaliitats d'esquí.

## Proves d'esquí alpí
En totes les competicions la classificació s'estableix en funció del temps emprat en completar el recorregut. Existeixen les següents modalitats:
Descens
És la prova més llarga de totes, en el seu recorregut s'assoleixen les velocitats més elevades de totes les disciplines, on el corredor haurà de demostrar audàcia i resistència. Cada corredor realitza una sola baixada donant-se la primera plaça a qui inverteixi menys temps.
Super-G
Super-Gegant és una combinació de la velocitat pròpia d'un gegant i la precisió necessària per traçar les corbes en eslàlom gegant, o que demanarà al corredor una especial coordinació. El recorregut és menys llarg que el Descens, cada corredor efectua una sola baixada i el guanyador és el que inverteix menys temps.
Eslàlom
Es desenvolupa sobre el recorregut més curt de totes les disciplines, marcat amb portes de pals simples, els viratges són molt tancats requerint una especial habilitat en el seu encadenament. Com en eslàlom Gegant cada participant realitza dues mànigues diferents, traçades sobre la mateixa Pista, que s'haurà celebrat el mateix dia. El guanyador serà qui acumuli menys temps en la suma de les dues baixades.
Eslàlom gegant
Reduint les distàncies entre portes i amb menys portes que l'eslàlom, el traçat exigeix girs més tancats que les proves de velocitat, demandant una gran qualitat tècnica per part de l'atleta, qui efectua dues baixades per recorreguts de diferent traçat a la mateixa àrea i durant el mateix dia. El vencedor serà qui en la suma de les dues mànegues o en la seva millor màniga acumuli menys temps.
Combinada
Respon a la realització d'una prova de velocitat (Descens) i una d'eslàlom a dues mànigues. La suma dels dos millors temps determina al guanyador. Les proves de Combinada requereixen una realització exclusiva independent d'altres proves, tot i que els recorreguts tendeixen a ser menys llargs que les proves clàssiques. Així mateix es realitzen en el mateix dia. La Combinada ha de distingir-se de la valoració anomenada també combinada, que resumeix qualificacions d'una Prova de velocitat o Gegant, sumades a la d'un eslàlom, celebrades de forma clàssica, en dies diferents i que la qualificació s'obté segons reglament per la suma de punts o de temps.
Paral·lel
És una especialitat poc practicada, que sol situar-se com a colofó d'una copa o lliga per sistema de punts. La prova consisteix en dos marcatges paral·lels sobre una pista més curta que l'eslàlom, on els corredors van actuant per parelles i que després de dues baixades, cadascuna d'elles per un carrer diferent, guanya el que menys temps ha invertit. En ser el recorregut curt, s'aprecia una gran lluita en l'arribada a meta per ser el primer per part dels contendents fins a proclamar-se vencedor.

## Esquí alpí recreatiu

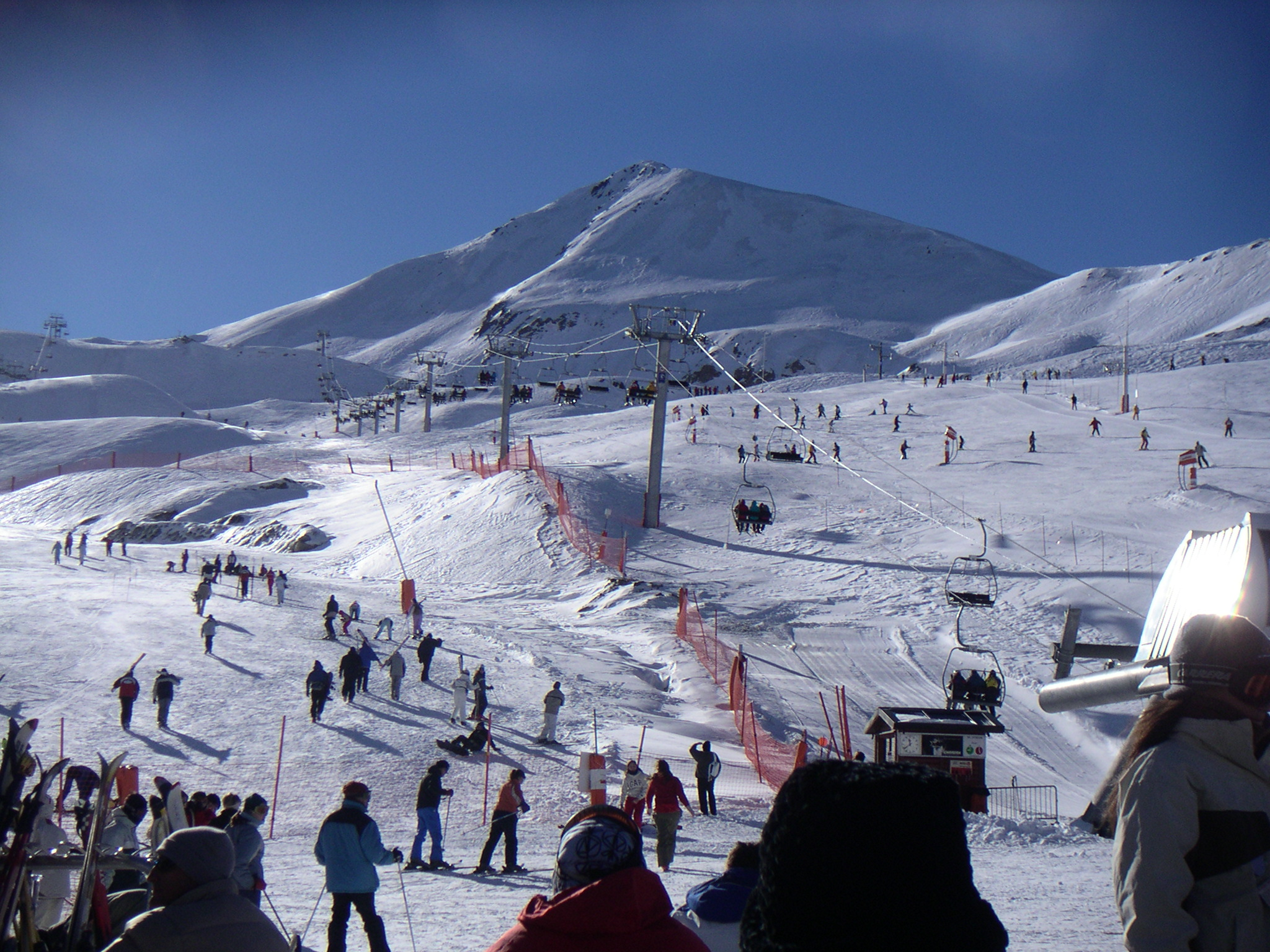
Estació d'esquí de Boí-Taüll

L'esquí es practica a les pistes de les estacions d'esquí on l'esquiador, prèvia adquisició d'un forfet, usa els remuntadors, telecadires i telecabines o altres mitjans per pujar fins una altitud que li permeti el lliscament sobre el pendent de neu i el descens per la força de la gravetat. Per mantenir l'equilibri i dominar la posició dels esquis sobre el pendent, l'esquiador aplica diferents tècniques de gir i posicionament de les cames i el cos.

## Història
Amb més de 5.000 anys d'història, els primers indicis de l'existència de l'esquí es remunten a l'any 2500 aC. El primer d'ells és un gravat en pedra de feldespat que va ser descobert a l'illa de Rodódy (Noruega) en el qual s'aprecia un caçador amb esquís, però també n'existeixen d'altres, com una imatge d'un caçador entre rens a Rússia.
El primer text escrit en el qual s'esmenta aquesta activitat es troba 3000 anys després. En ell, l'historiador romà d'Orient Procopi descriu una cursa sobre la neu. D'altra banda, a la Xina també hi ha testimoniatges escrits que conten que els pobles nòrdics caçaven sobre cavalls de fusta que duien als peus.
L'esquí va néixer a causa de la complicació per a desplaçar-se, comerciar, lluitar o caçar en les zones on la neu pot acumular-se mesos seguits sense fondre's. En el Holmenkollen Ski Museum o en el Nozawa Ski Museum es troben alguns dels primers esquís i les diferents grandàries que tenien, sobrepassant alguns els 3 metres de longitud.
L’esquí com a mitjà per desplaçar-se sobre la neu ve de molt lluny i és un mitja que encara perdura en les tropes de terra d'alguns exercits.
L'esquí es va popularitzar i va créixer prop de 1900. Pels europeus, après dels seus veïns noruecs, servia sobretot per gaudir. L'esport va continuar utilitzant l'equip nòrdic durant molt de temps. Això es pot veure a les il·lustracions dels primers Jocs Olímpics d'Hivern. La inauguració va ser el 1924 a Chamonix, França. Només hi va haver cinc esports.
Com a especialitat esportiva s'inicia al segle XIX i començà difondre's  des dels països nòrdics on s'hi van celebrar les primeres curses i competicions d'esquí de fons i de salts a Cristiania (Oslo), on es fundà el primer club d'esquí, l'Ski Club Christiania el 1877. La publicació a Berlín (1891) de la gesta del noruec Fridtjof Nansen, travessant Greenlàndia amb esquís el 1888, va estendre l'interès per l'esquí als països dels Alps.
El primer club a la zona dels Alps fou creat el 1893 a Glaris (Suïssa). El 1924 es creà la Federació Internacional d’Esquí, que el 1930, a més a més de les especialitats nòrdiques de fons i salts, incorporà les alpines de descens i eslalom.
L’esquí s’inicià a Catalunya el 1908 amb la creació de la secció d’esports de muntanya del Centre Excursionista de Catalunya, i en aquest any hi hagué els primers descensos als rasos de Peguera (Berguedà) amb esquís i material portats de Suïssa.

## Equip bàsic per a l'esquí alpí
L'equip bàsic consta de:
- Esquís amb les fixacions
- Botes d'esquí ajustades a les fixacions.
- Bastons d'esquí
- Roba tècnica, ulleres, guants
- Casc[11]